# Szabó J. György
Szabó J. György, Joe Szabo (Budapest, 1950. február 4. – North Wales, Pennsylvania, 2016. február 2.) magyar-amerikai újságíró, író, karikaturista, a WittyWorld Nemzetközi Karikatúra Magazin (1987–1999) alapító főszerkesztője, lap és kiadótulajdonosa.

## Család, gyerekkor
Édesapja Szabó József Imre (1910-1993) művész tehetséggel megáldott ember volt, aki fiatal korában vonzódott a színház világához, s idővel a Nemzeti Színház kórusának tagja lett, sőt statisztaszerepeket is vállalt. Később faszobrász, majd zenészként működött. Az 1929-1932-es gazdasági világválság idején biztosítási ügynökként kereste a kenyerét, majd kitanulta a könyvelést, az egzakt számok világát, és idővel könyvelő majd, mint főkönyvelő működött. Édesanyja Sólyom (Sternlicht) Erzsébet (1913-1992) a kor szokásainak megfelelően háztartásbeliként látta el a három gyerek nevelését. Precíz, pontos asszony volt. Később, amikor férje súlyos beteg lett a Magyar Postánál vállalt munkát. “Józsika" a legkisebb a három gyerek közül, család-centrikus, a gyerekek nevelésére odafigyelő szülőkkel. Édesapja problémamegoldó bölcsessége imponáló volt számára és idővel nagyon jó barátság fűzte hozzá.

## 1956-os emlékek
Hatesztendős volt a forradalom idején. Szüleivel másfél háztömbnyire laktak a laktanyától, amely az akkori harcok egyik kulcsfontosságú helyévé lépett elő. A harcok legnehezebb napjait óvóhelyen töltötték, de volt hogy fent a magasföldszinti lakásban a ruhásszekrények mögött védekeztek a becsapódó repeszek ellen. Az alapvetően négyemeletes ház két felső emelete leomlott felettük a harcok során. Az óvóhely bejáratát hatalmas törmelékkupac torlaszolta el. Később a tűzszünet idején, amikor utat vágtak a bejáratnál, a házból előbújva “az épület előtt egy kiégett orosz tankot láttam, aminek a tornyából egy katona holtteste lógott ki”. A forradalom kapcsán levont tanúságai megszívlelendőek:
"Nem szabad belenyugodni a jogok eltiprásába. Büszke voltam arra, hogy a forradalom spontán és tiszta volt. A betört kirakatokból nem loptak az emberek. Ellenkezőleg: mindenki egymást segítette amennyire visszaemlékszem. Érdemes volt felkelni az idegen diktatúra ellen, mert ha el is bukott a forradalom a hatalmas túlerővel szemben, a szovjetvezetés rájött, hogy a magyarokkal csak kesztyűs kézzel szabad bánni. Ennek az eredményeként többet engedtek meg Magyarországon és a helyzet viszonylag a legelviselhetőbb lett a kelet-európai országok között."

## Iskolai évek
Tanulmányait a lakóhelyéhez közeli Práter utcai Általános Iskolában kezdte 1956 őszén, majd a Kossuth Zsuzsa Gimnázium és Nyomdaipari Szakközépiskolában folytatta, ahol nyomdaipari szakoklevéllel érettségit tett 1968-ban. Széles érdeklődésű gyerek volt. Iskolai életét, előmenetelét kedvezőtlenül befolyásolta az a tény, hogy nővére Szabó Ágota (1938-2007) és bátyja Szabó Zoltán (1939-) a forradalom leverését követően elhagyták az országot, ahogy akkoriban mondták: “disszidáltak”.

## 1968 és 1980 között Magyarországon
Nyomdászati ismereteit, tervezőkészségét, rajzkészségét szerette volna továbbfejleszteni, ezért jelentkezett (1968) az Iparművészeti Főiskola Tipográfiai Tanszékére, ahol akkoriban négy helyre több fordulóban választották ki a több száz jelentkezőből a felveendőket. A háromnapos felvételi utolsó körénél vérzett el. Ezután tipográfus mesteri oklevél megszerzésére készült, de itt egy nappal többet hiányzott a megengedett kvótánál és, bár jegyei jók voltak, nem engedték a második évbe. Később jelentkezett az Újságíró Akadémiára ahol szerkesztést és laptervezést tanult. Közben voltak egyéni és csoportos kiállításai, rajzai megjelentek az országos sajtóban (Élet és Irodalom, Népszabadság, Magyar Hírlap, Népszava, Magyar Ifjúság, stb.) "... rendkívül megtisztelő módon Barcsay Jenő a munkáimat Victor Vasarelyéhez hasonlította az 1969-es Szentendrei Szabadtéri Tárlaton”. 
A Hungexpo reklámgrafikusa volt 1972-től, majd 1975 januárjában megkapta élete első laptervezői munkáját az Ország-Világ című képes hetilapnál. Alig másfél hónapos munka után, megnyerte a Nők Lapja meghívásos pályázatát, aminek eredményeképp az akkori Magyarország legnépszerűbb és legnagyobb (milliós) példányszámú hetilapjának lett a művészeti vezetője. Laptervezői munkáját dicsérendő hamarosan a Magyar Televízió bemutatta a Nők Lapja új arculatát. Országosan ismert tervezőként megszaporodtak munkái. Emblémákat, arculatokat, "lapfejeket" tervezett, dolgozott a Képes Sportnak, s egyebek közt elkészítette a Népművészet magazin megjelenési arculatát is. Három évvel később elfogadta a Magyar Nemzet meghívását és a lap tördelőszerkesztője lett (1978-1980). Ez mar nemcsak alkalmazott művészeti munkakör volt hanem politikával átitatott szerkesztéssel is együtt járt.

## Elindul karikaturista karrierje
1979-ben, ismerve Szabó grafikai képességeit, Várkonyi Tibor, a Magyar Nemzet külpolitikai újságírója és publicistája megkérdezte, hogy nem volna-e kedve karikatúrát rajzolni az ENSZ által szponzorált “Földrészek Párbeszéde” című nemzetközi gazdasági mellékletbe. Sőt, Várkonyi elmondta, hogy ha jól sikerül, akkor kivinné a rajzot Párizsba a közeljövőben sorra kerülő szerkesztőbizottsági ülésre. Szabó számára ez egy teljesen ismeretlen terület volt, de humora, rajzi készsége egy újabb terület kipróbálásának lehetőségét hordozta. A rajz elkészült, és váratlanul olyan sikert hozott Szabó számára, amit korábban elképzelni sem tudott volna. Élete első karikatúráját tizenhat ország vezető napilapja publikálta: a francia Le Monde, a japán Asahi Shimbun, a német Frankfurter Rundschau, az olasz La Stampa, a lengyel Zyczie Warszavy, a mexikói Excelsior, a jugoszláv Politika, a svájci Forum du Développement, a szenegáli Le Soleil, a spanyol El Pais, a pakisztáni Dawn, az Indian Express, az osztrák Die Presse, az algériai El Moudjahid, a Jornal do Brasil, és természetesen a Magyar Nemzet. 
Az elsőt egy második, majd újabb karikatúrák es újabb országok követték. Idehaza már az Élet és Irodalom is kezdte közölni filozofikus és abszurd jellegű karikatúráit.

## Szabó elhagyta Magyarországot
Sikerei tetőfokán, hazai karrierje csúcsán egy nap mégis úgy dönt, hogy családjával elhagyja Magyarországot. Egyre erősödött benne a szabad önkifejezési vágy, ugyanakkor a párt irányítása alatt álló lap párton kívüli vezető munkatársaként folyamatosan olyan helyzetekbe került, amely egészségére is ártalmas folyamatokat indított el benne. Egy vele készített interjúban erről így beszél:
"... Nehezen viseltem hogy beleláttam abba ahogy a rendszer manipulálta a népet és abba is ahogy mesterségesen tönkretették a másképp gondolkodókat (például ahogy elbántak a Karta 77 aláíróival). A Kommunista Párt Központi Bizottságának Tájékoztatási hivatala naponta adott ukázokat. Kezében tartotta az összes újságot, újságírót, írót, szerkesztőt, és meghatározta, hogy mi legyen a “véleményük”.  Ha eltértek a párt vonalától, tönkretette őket, leginkább azzal hogy lehetetlenné tette a megjelenésüket. Vágytam a szabad önkifejezésre. Közben, mivel nem voltam kommunista, de a kommunisták által kontrollált sajtóban volt pozícióm, egyrészt lelkiismeret-furdalásom volt, másrészt a megélhetésem is állandóan veszélyben forgott. Abban a lehetetlen helyzetben voltam, hogy ha a legjobbamat akartam nyújtani a munkámban, akkor az elveim ellen kellett dolgoznom, ha pedig az elveimet akartam követni, akkor az állásomat kockáztattam..."
Állandó stresszben élt ami lassan kikezdte az egészségét. Infarktusra utaló panaszok jelentek meg nála. Mivel a kivizsgálások nem találtak szervi okot, bekerült a Sportkórház mentálhigiéné osztályára, ahol hetekig vizsgáltak miután Dr. Buda Béla kijelentette hogy nem volt őszinte velük. Ebben természetesen igaza volt, ugyanis ha elmondja a valódi okokat, valószínűleg elveszíti az állását. Végezetül Dr. Buda segítségül azt mondta hogy szerinte nagyon mélyen valami fogva tartja. Magamagának kell megtalálnia a gyökeret, el kell vágnia, és azzal a tünetei meg fognak szűnni.
" Rögtön tudtam, hogy ez a kommunizmus elhagyását jelenti számomra."

## Nyugat-Németországban
1980 nyarán Nyugat-Németországba disszidált. Egész családja útlevelet kapott, ami a megszaporodott külföldre távozások miatt akkoriban csak magas szintű ajánlással volt lehetséges. A Magyar Nemzet akkori főszerkesztője, Pethő Tibor pártfogó támogatása eredménnyel járt, ami miatt később megpróbálták elmozdítani az állásából. Szabó másfél évig élt Frankfurt jómódú külvárosában, Königsteinben, amikor családjával megkapta a menekült státuszt az Egyesült Államoktól. Ez idő alatt szabadúszóként rendszeresen rajzolt karikatúrákat a Frankfurter Rundschau, Taunus Zeitung, és a Neue Presse számára.

## Joe Szabo néven Amerikában
1981 végén érkeztek meg az Újvilágba. A kezdet nehezen indult. Az európai karikatúra stílus merőben más volt a megszokott és általánosan elfogadott amerikai stílustól (az amerikai karikatúrák inkább illusztrált viccek voltak címekkel, aláírásokkal, buborékba helyezett szövegekkel), és bár munkáit kitűnőnek tartották, féltek az olvasók megszokásaitól eltérő rajzokat publikálni. Három napilapnál is (San Diego Tribune, Memphis Commercial Appeal, Detroit Free Press) a meghirdetett karikaturista állást erre hivatkozva nem kaphatta meg. 1984-ben a Sting szatirikus magazin művészeti vezetője lett ahol a karikatúrái is megjelentek. 
1985-ben a Philadelphia Daily News szerződéses politikai karikaturistája volt amíg a lap működését ellehetetlenítő héthetes sztrájk közel 50 millió dolláros veszteséget nem okozott a kiadónak és az ezt követő létszámleépítés egyik áldozatává vált. Ismét megélhetési gondok terhelték a közben öt gyerekre szaporodó családfő terheit. Ekkor fogalmazódott meg benne egy új, eddig sehol sem létező, saját-kiadású nemzetközi karikatúra magazin, a WittyWorld elkészítésének terve.

## Elindul útjára a WittyWorld Publications (1987)
A WittyWorld lap megindítását hatalmas munka előzte meg. Kiterjedt és széles körű kutatómunkába kezdett, amely az Internet világa előtti analóg korszakban szerteágazó levelezéssel, faxolással, napi sok-sok órás telefonálással járt. A munka eredményeként 36 ország rajzolóiból és szakíróiból álló nemzetközi tudósító, és szerkesztői csoportot hozott létre. Készített róluk egy jó kiállítású prospektust, amellyel a megjelenés előtt már eladott hirdetéseket, sőt már előfizetéseket is tudott produkálni. Mondják tudatos hajósnak a szél is kedvez. Joe Szabo is így járt, amikor az első lapszám nyomdai megjelenését intézte. Huszonöt ajánlatból, a legkedvezőbb áron, és egyben a legjobb minőséget kialakítani tudó nyomdát választva került sor a nyitószám elkészülésére. Menet közben derült ki a nyomda számára hogy elkalkulálta az árajánlatot, mert a valós költségnél jóval kevesebbet számolt  (A reális ár négyszerese bizonyult valósnak, de ezen a költségen akkor még nem tudott volna a WittyWorld piacra kerülni.). Ez a tévedés szerencsésnek bizonyult mert Joe Szabo számára megkönnyítette a már elkészült első szám kapcsán a marketinget. A legfontosabb azonban a címlap ötlete volt, amely kapcsán a WittyWorld egy csapásra ismert és befutott szakmai lappá változott. 
Joe tudta, hogy olvasói kezdetben karikaturisták és művészek lesznek, s csak később kalkulálhatott a nagyközönség érdeklődésére, ezért a címlapot kétféleképpen készítette el. Az egyik címlapon, a logó és fejléc alatt egy később szokásossá váló nagy képet, a másik verzióban a fejléc alatt egy üres négyzetet jelentetett meg ahová minden művész berajzolhatta saját eredeti rajzát, amivel ilyenformán a WittyWorld első "történelmi" lapszámának címlapjára kerülhetett.  
Az amerikai és talán a világsajtó történetének első üres címlappal megjelenő magazinja hatalmas feltűnést keltett. Élő rádió és televízió interjúk, és újságcikkek sora következett. Neves nemzetközi rajzolók mutatták fel televízióadásokban a saját címlapjukat, a Fox televízió az esti hírekben, ahol sokszor csak másodpercek jutnak egy-egy hírre, három teljes percet szánt a WittyWorld első számára, míg a National Public Radio egyórás elő adásban beszélgetett el Joe Szaboval. Hamarosan a gyűjtők is megjelentek és múzeumok több ilyen eredeti címlaprajzokkal illusztrált számot  bocsátottak árverésre.
Mindennek természetesen meglett az eredménye. A lap híre kapcsán az előfizetők és hirdetők száma ugrásszerűen megnőtt, amely révén a következő lapszámok kiadása megvalósulhatott. Joe Szabo hirdetést szervezett, cikkeket írt, felkért írásra nevezetes személyeket, koncepciókat dolgozott ki, rajzokat válogatott, és lapot szerkesztett és tördelt.

## A WittyWorld nemzetközi karrierje
A magazin számról számra bővülő olvasói körrel rendelkezett, népszerűsége, ismertsége folyvást növekedett, annak ellenére is, hogy sohasem volt hirdetve. A hírneve szájról szájra terjedt.
Legnépszerűbb korszakában a WittyWorld-nek öt földrész 54 országban volt szerkesztője és 103 országban olvasták.  Erősségét a széles nemzetköziség jelentette, profi tartalommal, küllemmel és kiváló minőséggel.  A politikai értelemben véve független lapban neves, sikeres, sokéves tapasztalattal rendelkező riporterek, írók, szerkesztők, egyetemi tanárok, és művészek dolgoztak Joe Szabo szerkesztői irányításával.  
Szabó a lap megalapításától, 1987-től 1999-ig, a nyomtatott lap megszűnéséig, volt főszerkesztője. Idővel létrehozta nemzetközi sajtóügynökségét, a WittyWorld International Features-t (2002-2012). Nemzetközi szakmai konferenciákat szervezett, kiállításokat hívott életre, ugyanakkor a lapban a sajtó nyilvánosságának erejét felhasználva, hangot adott a karikaturistákat ért támadásoknak, és egyéb érdeksérelmeknek. Rendszeresen kutatott és publikált olyan eseteket ahol karikaturistákat cenzúráztak, bűntettek, kirúgtak, megvertek, sőt, többet meg is öltek a munkáik miatt.

## Joe Szabo és a WittyWorld fellépett a karikatúra művészet védelmében
Joe Szabó neve eggyé vált újságjával. A maga-teremtette lap nemzetközi sikerét, elismertségét és a sajtó erejét arra fordította hogy fellépjen például olyan csoportokkal szemben, akik bonyolult jogi szerződéseik révén, ki akarták használni a karikaturistákat, vagy olyan hatalmakkal szemben, amelyek elkoboztatták a lapot (Pl. a Szovjetunióban, Kubában, és Dél-Afrikában). Egyszer például elutazott Washingtonba és személyesen eszközölte ki az akkori Szovjet nagykövetnél hogy az országába küldött magazinok „elveszett” példányait mindenki visszamenőlegesen megkapja.
Szabo másik érdeme volt, hogy magazinjában rendszeresen beszámolt a világ szólásszabadságukban gátolt illetve keményen megbüntetett karikaturistáiról, akik közül sokan elvesztették az állásukat, voltak akiket megtámadtak, megvertek, megkínoztak, bebörtönöztek, sőt, meg is öltek. Cikkeit átvették más lapok, köztük a New York Times is, amivel még nagyobb nemzetközi visszhangot sikerült keltenie a karikaturisták érdekében.   A szabad önkifejezés irányában mutatott elkötelezettsége így más, párhuzamos erőfeszítésekkel együtt, hozzájárulhatott ahhoz hogy többnek, mint például az iráni Manouchehr Karimzadeh, valamint a török Ertan Aydin és Ahmet Erkanli  esetében, a büntetését lecsökkentették illetve elengedték. Sikeresen harcolt a szabad információáramlás érdekében a totalitárius országok területein is. 
Hatalmas pozitív szakmai visszhangra talált a “No comment” című rovata, amelyben kommentár nélkül egymás mellett közölt eredeti és lopott ötleteket és kirívóan hasonló rajzi megoldásokat a karikaturisták és sajtóorgánumok neveivel és a megjelenések  idejével, amelyekkel így rendszeresen fényt derített plagizálókra. A szakmai világ előtti megszégyenülés nagyon is valós veszélye gyorsan lecsökkentette a "szakmai áthallások”-at. 
Szabo számára nemcsak a sajtó volt az egyetlen lehetőség. Tíz évig szolgált az UNESCO támogatásával működő Commission for Freedom and Justice Through Humor igazgatósági tábláján, ahol beszámolt hivatalból is a karikaturistákat ért igazságtalanságokról. A tényeket publikálta a WittyWorld hasábjain és beszélt ezekről különböző szakmai konferenciákon, előadásokon is.
Egyik legnépszerűbb döntése volt hogy elsőként tette a világ karikaturistái számára elérhetővé a karikatúrapályázatok kiírásait, és folyamatosan beszámolt az eredményekről is. Nemzetközi szerkesztői hálózata bevonásával új tehetségeket fedezett fel a világban,  és vezetett be a nemzetközi szakmai közéletbe.

## Joe Szabo a KGB listáján
1987 nyarán a Washingtonban elfogott szovjet KGB-ügynök, Vitalij Jurcsenko (Vitaly Yurchenko) diplomata táskájában lévő rejtélyes listán megtalálták Joe Szabo nevét, lakcímét, és telefonszámát amiről az FBI azt próbálta kideríteni hogy vajon a listán szereplők eltüntetendő célpontok voltak-e. Szabo ezzel szemben valószínűsíti hogy inkább csak megfigyelés alá vették, egyrészt mert Szovjetellenes karikatúrákat publikalt, másrészt pedig kapcsolatban állt több akkori Szovjetunióban élő karikaturistával. Évekkel később egy konferencián egy kérdésre válaszolva így beszélt erről: "nem is lehettem annyira fontos a szovjeteknek, hiszen élek”. Azért az a tény hogy egy magas rangú kém a táskájában hordozta a nevét és személyes információit elgondolkoztatta.

## Szabo a WittyWorld magazin szerkesztője (1987-1999)
Az átlagosan ötvenkét oldalas (A/4) nemzetközi karikatúra magazint, nem túlzás, hat kontinensen olvasták. Szabó olykor a cikkeket, riportokat, és rajzokat egy-egy kiemelt téma köré rendezte. Nevezetes lapszám volt a kommunizmus bukását követően kiadott különszám (WW 1991/10), amely szinte elsőként a világon adott egy átfogó nemzetközi áttekintést a világ jelentős átváltozásáról, a szocialista rendszer összeomlásáról. A komoly történelemkönyvek mellett fontos helyet foglal el, az a görbe tükör, amelyet ez a lapszám mutatott fel. A volt szocialista országok karikaturistáinak a munkái a világ más neves rajzolóinak véleményeivel együtt jelentek meg. A magazin tízéves fennállása kapcsán készített különszámában öt oldalon keresztül sorolja fel ABC sorrendben annak az összességében 4657 karikaturistának a nevét, akikről a lap írt, illetve akiknek a munkáit megjelentette addig.  A világ közel 120 jelentős cége hirdetett rövidebb hosszabb időn keresztül a lapban az addigi 10 esztendő során, közöttük, az Egyesült Államokon kívül, ausztrál, kanadai, japán, iráni, belga, magyar, bolgár, brit, francia, német, holland, és svájci hirdetők.

## Nemzetközi konferenciák és kiállítások könyvkiadás Szabo szervezésében
Az 1987-es Jurcsenko eset ellenére 1990-ben a nemzetközi enyhülés jegyében egy nyolctagú amerikai delegációt vezetett Szabo Moszkvába, ahol többek között találkozott szovjet kollégáival az akkori vezető élclap, a Krokodil karikaturistáival. Megszervezte 1990 augusztusában a Budapesti Nemzetközi Karikatúra Fesztivált, amelyen 73 országból vettek részt a műfaj legjobbjai.  A kiállítás a budai várban a Nemzeti Galéria termeiben került megrendezésre. A megnyitón az amerikai nagykövet olvasta fel First Lady Barbara Bush ajánlását. A WittyWorld első nemzetközi konferenciáját követte a többi. Skopje (Macedonia) 1991 júniusában, St. Just-le-Martel (Franciaország) 1992 szeptemberében, a japán Omiya varosával közösen rendezett nagy szakmai és sajtó visszhangot keltett kiállítást és konferenciát 1993 októberében. 1994 júniusában Sydney (Ausztrália) után 1996 februárjában a szlovák fővárosban, Pozsonyban (Bratislava) amelyet 1997 szeptemberében az isztambuli (Törökország) nemzetközi konferencia követett, majd 1998 júniusában Havannában (Kuba), 2002 áprilisában Philadelphia, PA (USA) valamint utoljára 2004 Pekingben (Beijing, Kína) szervezett és rendezett konferenciákat, és nemzetközi karikatúra kiállításokat.
WittyWorld Publications néven kiadót alapított még 1987-ben, amely elsősorban a lapot gondozta. 1992-ben könyvkiadást is indított a létrehozott WittyWorld Books kiadó égisze alatt. Könyvein többek között 14 Pulitzer díjas karikaturistával működött együtt. A kiadó három esztendőn keresztül összesen 14 kiadványt gondozott, amelyeknek egyenként is jelentős nemzetközi sajtóvisszhangjuk lett.

## A kétezres évek
Még a 90-es évek első harmadának a végén létrehozta a karikatúravilág első elektronikus honlapját, de akkoriban még nem volt eléggé elterjedt az Internet, keveseknek volt szolgáltatása, és nehezen kapott lábra az ötlet. Néhány év múlva azonban világossá vált hogy a világ másik felén, Hong Kongban igényesen nyomtatott magazin több mint száz országba való eljuttatása sem gazdaságilag sem időben nem tudott lépést tartani az Internetes publikálás áraival és gyorsaságával. A WittyWorld 1998 decemberi számát “transition.com” fejléccel hozta ki, amelyben bejelentette a nyomtatott kiadás az Internetre való végleges áttérését.  
A rohamos technológiai változások és a kapcsolód ó anyagi meggondolások mellett váratlanul felmerült személyes okok közbeszólása miatt figyelmét meg kell osztania eredményei megőrzése, gondozása és a jövő építése között. 
Párhuzamosan több vasat tartott ekkor a tűzben. 2002-ben "WittyWorld International Features" néven beindított  egy nemzetközi sajtószolgálatot amely hamarosan illusztrációkat és karikatúrákat ajánlott és terjesztett napilapoknak Ausztráliában, az Egyesült Államokban, és Európában. Néhány év múlva az Internet térhódítása következtében sok napilap csökkent oldal- és példányszámmal kezd megjelenni és hamarosan sok teljesen meg is szűnt. A még megjelenő lapokban kevesebb a hirdető, a bevétel, és kevesebb a hely illusztrációkra és karikatúrákra. A sajtószolgálat időközben megszűnt. Közben Szabo röviden az Amerikai Úszószövetség kiadói igazgatója és negyedmillió példányszámú magazinjának, a Splashnek, főszerkesztője, majd  a Washingtonban működő Curl-Burke Swim Club marketing főnöke és alelnöke egy évig. Később, 2004-2005-ben, a pennsylvániai Tri-County Record szerkesztője, miközben nekivágott egy negyedszázaddal korábban megfogant ötletének a megvalósításához és elkezdett anyagot gyűjteni Amerika imázsáról írandó könyvéhez. 2005 őszén úgy döntött hogy visszavonul a lapszerkesztéstől és figyelmét, energiáját teljesen a könyvre fordítja. 
Hatalmas vállalkozásba kezdett ami hamarosan körbevitte a világon, közel 100 országból használ fel információkat amelyekből 81-ben személyesen kutat, míg a többi esetben telefonon és az Interneten keresztül érte el interjúalanyait. Jórészt ehhez a munkához és utazásaihoz kapcsolódnak egyetemi és egyéb előadásai. Többek között meghívják a New Hampshire Institute of Politics "megkülönböztetett előadók” programsorozatába, az indiai Mahatma Gandhi Egyetemre, a kínai Nanjing Közgazdasági Egyetemre, majd 2008-ban a New York-i Hofstra Egyetemen Barack Obama és John McCain utolsó elnökválasztási vitája előtt beszél a világban kialakult Amerika-képről. Szabo 2015-ig 20 országban 96 előadást tartott. Előadásaival párhuzamosan, említett könyve írása és szerkesztése jelenleg is tart.

## Joe Szabo társadalmi tevékenysége és az International Spring Festival
Az amerikai Lansdale-ben évente megrendezésre kerülő Nemzetközi Tavaszi Fesztivál Pennsylvania Állam legnagyobb ilyen jellegű rendezvénye, amelyet öt Amerikaban élő emigráns alapított 1991-ben. Egyikük, aki 25 év múltán is még aktív tag, az éppen Joe Szabo. Egy malajziai orvos (Dr. Francis Jeyaraj), egy görög diplomata (Peter Manakos), egy Taiwani komputer szakértő (Peter Shu), egy libanoni üzletember (Michael Ibrahim), és egy magyar újságíró (Joe Szabo) együtt kezdeményezték az azóta rangossá vált kulturális eseménysorozatot. amelynek látogatói eddig 37 ország nemzeti és művészeti kiállításai, zenei, ének, tánc, és egyéb előadásai, ki mit tud versenyek élményei, és a világ gasztronómiai gazdagságából is kapnak ízelítőt. Az első fesztivál 1991-ben került megrendezésre és azóta is a North Penn Középiskola ad otthont neki minden év áprilisának harmadik szombatján, amelynek átlagosan 5-6-ezer látogatója van. 
A rendezvénysorozat 2016-ban ünnepli fennállásának 25 éves évfordulóját. Ebből az alkalomból Joe Szabo úgy tervezte új sorozatot indít, amelyben különböző nemzetiségek, elképzelése szerint – elsőnek magyarok – mutatták volna be, hogy mivel gazdagították az Egyesült Államok és a világ kultúráját. Terveit és nagyszerű elképzeléseit keresztezte az élet. Otthonában, váratlanul elhunyt szívszélhűdés (apoplexia cordis) következtében. Halála előtti napon még a fesztivállal kapcsolatos ügyeket intézte. Egész élete a szorgos tevékenységről szólt, sokszor magát sem kímélve 12 órákat dolgozott egy-egy projekt megvalósításán, és önmagához hűen, munka közben érte a gyors végzet.

## Szerkesztésében megjelent könyvek listája
- WittyWorld Books kiadásában megjelent könyvei:
- The Finest International Political Cartoons of out Time, 1992., ISBN 0-9631600-1-X
- The Finest International Political Cartoons of out Time, 1993.,  helytelen ISBN kód: 0-9631600-6-8
- The Finest International Political Cartoons of out Time, 1994., ISBN 0-9631600-3-6
- Was It Worth It? – A Collection of International Cartoons about Columbus and his Trip to America, 1992., ISBN 0-9631600-0-1
- Cartoonometer – Taking the Pulse of the World's Cartoonists, 1994., ISBN 0-9631600-6-0
- Just Kicking (and kidding) – International soccer cartoons, 1994., ISBN 0-9631600-7-9
- WittyWorld’s Illustrated Directory of International Cartoon Festivals, Competitions, and Awards, 1994., ISBN 0-9631600-8-7

- Nemzetközi kiadások:
- ¿Valio la Pena? (Los humoristas graficos ante colon y su viaje) – Ediciones de la Flor, Buenos Aires, Argentina, 1992. ISBN 950-515-684-7
- La vuelta al sex an 80 páginas – Grupo Editorial Norma, Cali, Kolumbia, 1994. ISBN 958-04-2798-4
- Todo el Mundo se ríe con el Fútbol – Grupo Editorial Norma, Cali, Kolumbia 1994. ISBN 958-04-2745-3
- Was It Worth It? – Dong-A, Seoul, Korea, 1992. ISBN 89-00-00711-4
- Weltpolitik in Karikaturen – Königsteiner Wirtschaftsverlag, Frankfurt, Németország, 1993. ISBN 3-923281-53-6
- War’s das wert – Semmel Verlag, Kiel, Németország, 1992. ISBN 3-89460-025-X
- Ball Saison – Das kleine Eule-Fußballbuch – Fußball-Karikaturen aus aller Welt – Eulenspiegel Verlag, Berlin, Németország, 1994. ISBN 3-359-00729-8
- Os Melhores Cartoons Polítikos da Actualidade – Gradiva, Liszabon, Portugalia, 1992. ISBN 972-662-282-4
- Os Melhores Cartoons Polítikos da Actualidade – Gradiva, Liszabon, Portugalia, 1993. ISBN 972-662-337-5